# Marly (Bogotá)
Marly es uno de los barrios de Bogotá, ubicado en la localidad de Chapinero.

## Geografía
El territorio de Marly pertenece a la localidad de Chapinero. Se encuentra entre: la Calle 45 a la Calle 53 de norte a sur y entre la Avenida Caracas y Avenida Alberto Lleras Camargo (Séptima) de este a oeste, el barrio es parte del Centro Expandido de Bogotá.
Es un importante barrio para su localidad Chapinero, ya que aparte de tener grandes universidades y ofrecer los más grandes servicios de salud limita con la localidad más cotizada de la ciudad Santafé, junto al barrio de Mariscal Sucre que es el primer barrio al sur de la localidad.

## Actividades socioeconómicas

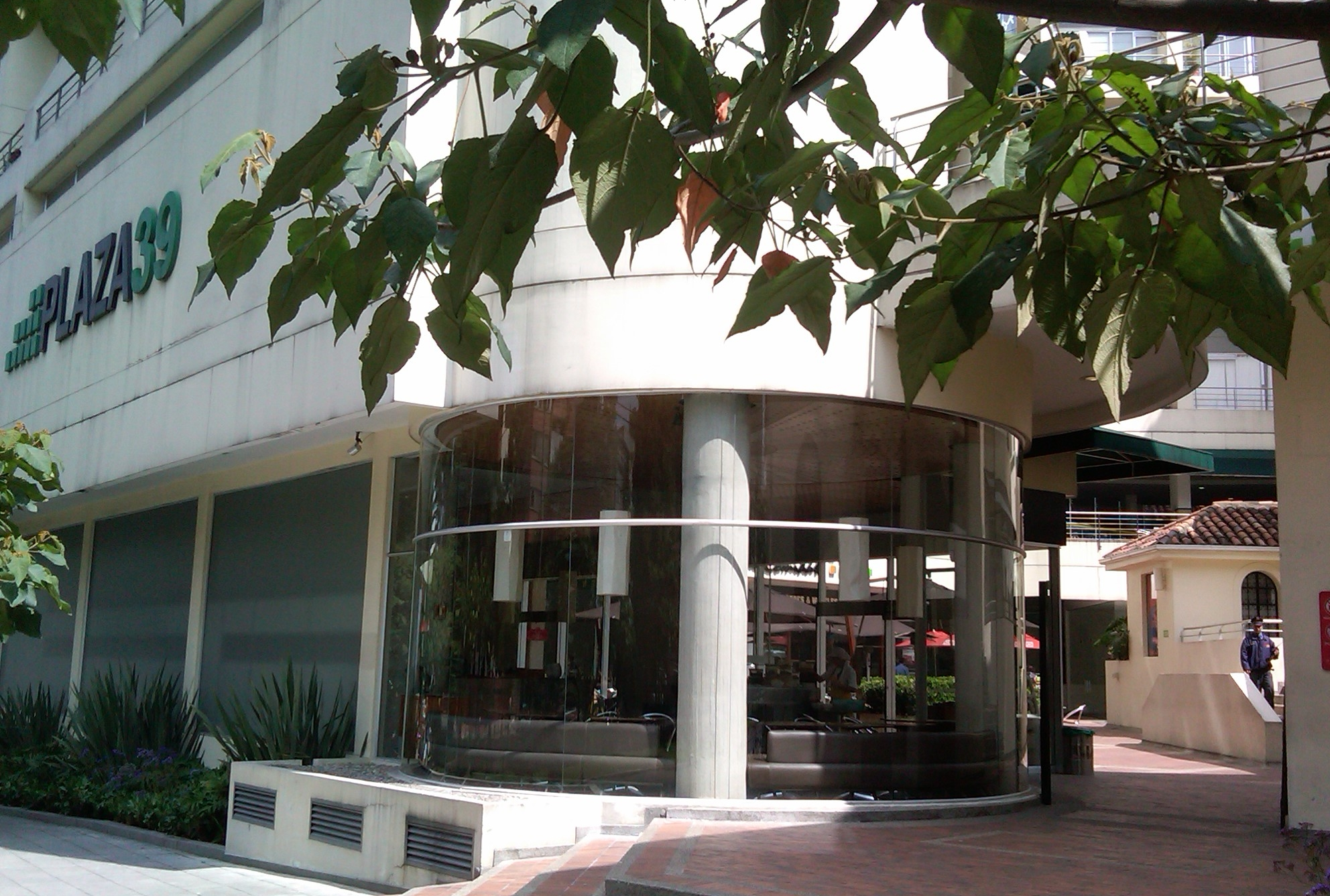
Plaza 39 Centro comercial

Es un barrio de estrato socioeconómico medio y alto (4 y 5), aquí se encuentra la Clínica de Marly, el barrio es mayormente reconocido por sus servicio de salud.

## Educación
Posee algunas universidades entre ellas, la Universidad Santo Tomas, Universidad Católica de Colombia, Universidad La Gran Colombia, Universidad Distrital Francisco José de Caldas, Universidad Cooperativa de Colombia y las universidades Piloto de Colombia y Pontificia Javeriana son compartidas por el barrio Mariscal Sucre, entre otras, además de ello hay otras universidades cercanas a la zona como la Universidad de La Salle, Universidad Nacional de Colombia, Universidad ECCI, LCI, Universidad de Medellín, entre otras..

## Sitios de interés
Posee importantes bares como:
Bar Casa Babylon
Guadalupe Club
Mr. Reggae
Congo Reggae
Colombian Pub
MALABAR
Soko Bar, etc.
Todos ellos ubicados al norte del barrio en una zona llamada "Zona 51" la cual se ubica entre la Calle 51 y la Calle 49.

## En la Cultura Popular
Debido a su locación central, Marly ha sido escenario de varios programas de televisión como Distrito Salvaje, El Otro Turismo con David Farrier de Netflix y Yo soy Franky de Nickelodeon, además de programas nacionales. También fue escenario de Mile 22, que contó con el actor Mark Wahlberg.
El barrio es mencionado en la canción Bogotá de Mauricio & Palo de Agua.

## Transporte público

### TransMilenio

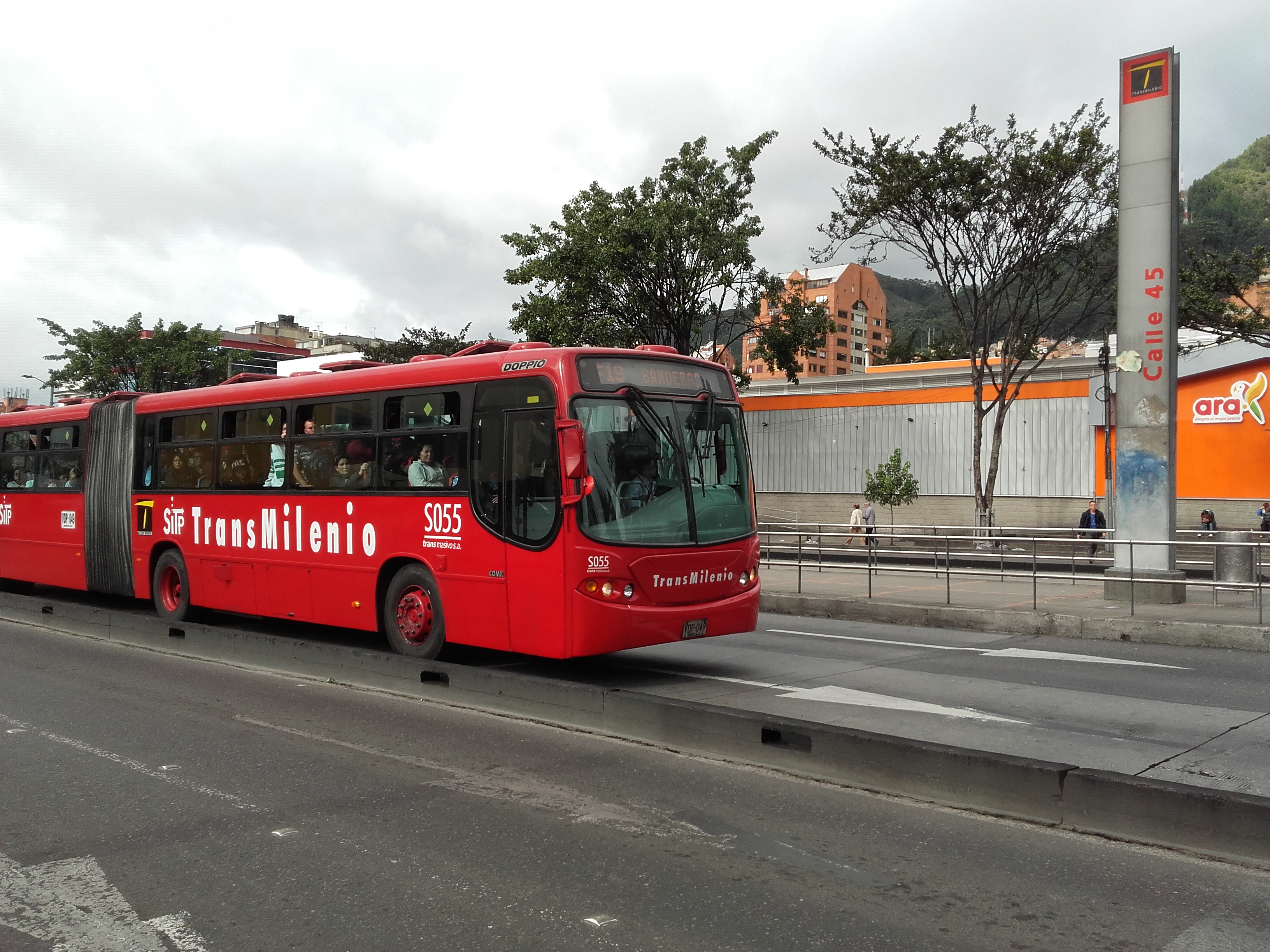
Bus en la estación Calle 45 - American School Way de Transmilenio.

Marly posee tres estaciones de servicio de Transmilenio, una de ellas con el nombre del barrio.
- : Estaciones Calle 45 - American School Way, Marly y Calle 57 del sistema TransMilenio.

#### TransMilenio Ecológico (Dual)
Los buses del Transmilenio Ecológico (originalmente llamados Dual), tienen un carril con preferencia en la Avenida Alberto Lleras Camargo y Marly los cuales brindan servicio a los habitantes de Marly por toda la Avenida de la ciudad, posee más de 10 estaciones las cuales trabajan a su vez con los buses del Sistema integrado de Transporte Público de Bogotá.

## Sistema Integrado de Transporte Público de Bogotá
El Barrio tiene aproximadamente 20 estaciones del Sistema Integrado de Transporte de Bogotá.

### Objetivos
- Lograr una cobertura del 100% en la prestación del servicio de transporte público de la ciudad.
- Integrar la operación y la tarifa, equilibrando la demanda de buses en todas las zonas.
- Ajustar tecnológicamente la flota actual, reduciendo los índices de accidentalidad y mejorando la accesibilidad.[2]